# 1628
Il 1628 (MDCXXVIII in numeri romani) è un anno bisestile del XVII secolo.

## Eventi
- 17 gennaio – Mantova: Carlo di Nevers prende possesso del ducato causando lo scoppio di una guerra di successione.
- 10 agosto – Stoccolma: viaggio inaugurale del galeone Regalskeppet Vasa, che affonderà poche ore dopo.
- 28 ottobre – Capitolazione della piazzaforte di La Rochelle. Fine dell'autonomia militare degli Ugonotti francesi.
- 11 novembre – A Milano vi è la rivolta del pane, chiamata anche giornata di san Martino nella quale i cittadini assaltano i forni del pane a causa di una grave carestia (l'episodio è descritto nei Promessi Sposi).
- Girolamo Frescobaldi si trasferisce a Firenze con la famiglia.
- Il parlamento inglese formula la "Petizione dei diritti" ed è sciolto dal re Carlo I.
- William Harvey pubblica Exercitatio Anatomica de Motu Cordis et Sanguinis in Animalibus, risultato delle sue ricerche sulla circolazione del sangue.
- Invasione portoghese del Regno di Monomotapa.

## Nati

### Gennaio
- 3 gennaio - Alvise II Mocenigo, doge († 1709)
- 8 gennaio - Francesco Enrico di Montmorency-Luxembourg, nobile e generale francese († 1695)
- 11 gennaio - Mito Kōmon,  giapponese († 1701)
- 11 gennaio - Olimpia Sforza Visconti, nobile italiana
- 12 gennaio - Charles Perrault, scrittore francese († 1703)
- 14 gennaio - Johannes Walter Sluse, cardinale belga († 1687)
- 16 gennaio - Antonin Cloche, religioso francese († 1720)
- 16 gennaio - Serafino Corio, vescovo cattolico italiano († 1671)
- 19 gennaio - Charles Stanley, VIII conte di Derby, politico e militare inglese († 1672)
- 20 gennaio - Henry Cromwell, militare e rivoluzionario inglese († 1674)
- 23 gennaio - Giovanni Reinardo II di Hanau-Lichtenberg, nobile tedesco († 1666)
- 25 gennaio - Antonio Muscettola, poeta italiano († 1679)
- 30 gennaio - George Villiers, II duca di Buckingham, nobile, politico e poeta inglese († 1687)

### Febbraio
- 1º febbraio - Rosalia Novelli, pittrice italiana
- 5 febbraio - César d'Estrées, cardinale e vescovo cattolico francese († 1714)
- 14 febbraio - Humprecht Johann Czernin von und zu Chudenitz, nobile e diplomatico boemo († 1682)
- 24 febbraio - Paolo Spinola Doria, nobile e politico italiano († 1699)
- 25 febbraio - Chiara Clemenza di Maillé, nobile francese († 1694)

### Marzo
- 6 marzo - Domenico Minio, vescovo cattolico italiano († 1698)
- 10 marzo - Marcello Malpighi, medico, anatomista e fisiologo italiano († 1694)
- 17 marzo - François Girardon, scultore francese († 1715)
- 17 marzo - Daniel Papebroch, gesuita, storico e diplomatista belga († 1714)
- 24 marzo - Sofia Amalia di Brunswick-Lüneburg, sovrana danese († 1685)

### Aprile
- 8 aprile - Crispijn van de Passe III, editore e incisore olandese († 1678)
- 13 aprile - Peter Lambeck, filologo, bibliotecario e critico letterario tedesco († 1680)
- 22 aprile - Georg Matthäus Vischer, incisore e cartografo austriaco († 1696)

### Maggio
- 1º maggio - Bartholomäus Hopfer, pittore tedesco († 1699)
- 8 maggio - Angelo Italia, gesuita, urbanista e architetto italiano († 1700)
- 8 maggio - Michelangelo Mattei, patriarca cattolico e nobile italiano († 1699)
- 15 maggio - Carlo Cignani, pittore italiano († 1719)
- 17 maggio - Ferdinando Carlo d'Austria, conte († 1662)

### Giugno
- 30 giugno - Miguel de Molinos, presbitero, mistico e scrittore spagnolo († 1696)

### Luglio
- 12 luglio - Henry Howard, VI duca di Norfolk, nobile e militare inglese († 1684)

### Agosto
- 20 agosto - Ferdinando Leopoldo Del Migliore, storico, letterato e falsario italiano († 1696)
- 20 agosto - Emanuele Filiberto di Savoia-Carignano, principe († 1709)
- 29 agosto - Giuseppe Artale, scrittore italiano († 1679)

### Ottobre
- 5 ottobre - Cesare Ugolini, vescovo cattolico italiano († 1699)
- 11 ottobre - Vincent van der Vinne, pittore e disegnatore olandese († 1702)
- 21 ottobre - Ursula Micaela Morata, religiosa e mistica spagnola († 1703)

### Novembre
- 11 novembre - Agostino Silva, scultore svizzero († 1706)
- 12 novembre - Elisabetta Querini, nobildonna italiana († 1709)
- 15 novembre - Ippolito Malaspina, nobile italiano († 1671)
- 28 novembre - John Bunyan, predicatore, teologo e scrittore inglese († 1688)

### Dicembre
- 25 dicembre - Noël Coypel, pittore francese († 1707)
- 29 dicembre - Giacomo Rospigliosi, cardinale italiano († 1684)

### Senza giorno specificato
- Giovanni Battista Bergonzoni, architetto e francescano italiano († 1692)
- George Berkeley, I conte di Berkeley, politico inglese († 1698)
- Jan de Bisschop, pittore e incisore olandese († 1671)
- Jan Peeter Brueghel, pittore olandese († 1680)
- Robert Cambert, compositore francese († 1677)
- Danese Casati, nobile, politico e diplomatico italiano († 1700)
- Stephen Charnock, teologo e predicatore inglese († 1680)
- Guillaume Courtois, pittore e incisore francese († 1679)
- Raymond Louis de Crevant d'Humières, marchese di Preuilly, ammiraglio francese († 1688)
- Louis de Crevant, duca di Humières, generale francese († 1694)
- João Ferreira de Almeida, religioso portoghese († 1691)
- Ireneo Filalete, alchimista britannico († 1665)
- Anne Greene,  britannica († 1659)
- Camilla Guerrieri, pittrice italiana
- Antoon van Leyen, pittore e mercante fiammingo († 1686)
- László Listi, poeta ungherese († 1662)
- Pedro de Mena, scultore spagnolo († 1688)
- Zbigniew Morsztyn, poeta, scrittore e traduttore polacco († 1698)
- Pietro Negri, pittore italiano († 1679)
- Giovanni Camillo Peresio, poeta italiano († 1696)
- Sebastian Johann von Pötting, vescovo cattolico tedesco († 1689)
- Scipione I de' Rossi, nobile e condottiero italiano († 1715)
- Placido Spadafora, grammatico e gesuita italiano († 1691)
- Luca Spinola, doge italiano († 1715)
- Andrea Suppa, pittore italiano († 1671)
- Claes Tol, pittore olandese († 1652)
- Cornelis de Visscher II, incisore, disegnatore e pittore olandese († 1658)
- Barbora Žagariete, religiosa lituana († 1648)
- Antonio Zeno, ammiraglio italiano († 1697)
- Gabriel-Joseph de Lavergne, conte di Guilleragues, scrittore francese († 1684)

## Morti

### Gennaio
- 14 gennaio - Francisco Ribalta, pittore spagnolo (n. 1565)
- 23 gennaio - Shahryar Mirza, principe indiano (n. 1605)
- 28 gennaio - Dawar Bakhsh, principe indiano (n. 1607)
- 29 gennaio - Filippo Ernesto di Hohenlohe-Langenburg, conte (n. 1584)

### Febbraio
- 2 febbraio - Hushang Mirza, principe indiano (n. 1604)
- 8 febbraio - François d'Escoubleau de Sourdis, cardinale e arcivescovo cattolico francese (n. 1574)
- 11 febbraio - Jean Héroard, medico, veterinario e anatomista francese (n. 1551)
- 24 febbraio - Juan de Mendoza y Velasco, diplomatico spagnolo

### Marzo
- 3 marzo - Edward Somerset, IV conte di Worcester, nobile inglese (n. 1568)
- 11 marzo - Alfonso Ferrabosco il Giovane, gambista e compositore inglese
- 15 marzo - John Bull, compositore fiammingo (n. 1562)

### Aprile
- 17 aprile - Rodolfo Cristiano della Frisia orientale, conte (n. 1602)

### Maggio
- 7 maggio - Tomaso Malvenda, storico, filosofo e teologo spagnolo (n. 1566)
- 13 maggio - Girolamo Marciano, medico e letterato italiano (n. 1571)
- 23 maggio - Leonardo II de Tassis, nobile (n. 1594)
- 25 maggio - Karl von Harrach, militare austriaco (n. 1570)
- 31 maggio - Giulio Cesare Vachero, politico e avventuriero italiano (n. 1586)

### Giugno
- 7 giugno - Alessandro Petrucci, arcivescovo cattolico italiano
- 8 giugno - Rudolph Göckel, umanista e filosofo tedesco (n. 1547)
- 13 giugno - John Lamb, astrologo inglese (n. 1545)
- 16 giugno - Zdenek Adalbert von Lobkowicz, nobile e politico ceco (n. 1568)
- 20 giugno - William Cavendish, II conte di Devonshire, politico inglese (n. 1590)
- 24 giugno - Jacob Metius, inventore olandese (n. 1580)
- 28 giugno - Jens Munk, navigatore e esploratore danese (n. 1579)

### Luglio
- 13 luglio - Robert Shirley, nobile, avventuriero e diplomatico inglese (n. 1581)
- 18 luglio - Giovanni Federico di Württemberg, duca (n. 1582)
- 25 luglio - Sigismondo d'Este, nobile italiano (n. 1572)
- 28 luglio - Ōkubo Tadachika, militare giapponese (n. 1553)
- 29 luglio - Muzio Pansa, medico e letterato italiano (n. 1565)

### Agosto
- 23 agosto - George Villiers, I duca di Buckingham, nobile e politico inglese (n. 1592)
- 28 agosto - Edmund Arrowsmith, presbitero e gesuita inglese

### Settembre
- 24 settembre - Daniel Zen, vescovo cattolico austriaco (n. 1584)
- 25 settembre - Maddalena di Baviera, nobile tedesca (n. 1587)
- 30 settembre - Fulke Greville, poeta, drammaturgo e politico inglese (n. 1554)

### Ottobre
- 2 ottobre - Torii Tadamasa, militare giapponese (n. 1567)
- 9 ottobre - Juan de Mendoza y Luna, nobile spagnolo (n. 1571)
- 13 ottobre - Gregorio Boncompagni, II duca di Sora, nobile italiano (n. 1590)
- 16 ottobre - François de Malherbe, poeta e scrittore francese (n. 1555)
- 17 ottobre - Jacopo Palma il Giovane, pittore italiano (n. 1549)

### Novembre
- 8 novembre - Baldassare Croce, pittore italiano (n. 1558)
- 14 novembre - Nicolas Trigault, gesuita, missionario e letterato belga (n. 1577)
- 15 novembre - Roque González de Santa Cruz, missionario e gesuita paraguaiano (n. 1576)
- 15 novembre - Alfonso Rodríguez-Olmedo, missionario e gesuita spagnolo (n. 1599)
- 16 novembre - Paolo Quagliati, compositore e organista italiano (n. 1555)
- 17 novembre - Juan del Castillo, missionario e gesuita spagnolo (n. 1596)
- 18 novembre - Pirro Maria Gonzaga, nobile e ambasciatore italiano (n. 1590)
- 29 novembre - John Felton, militare inglese (n. 1595)

### Dicembre
- 4 dicembre - Thomas Platter il Giovane, medico svizzero (n. 1574)
- 11 dicembre - Cesare d'Este, nobile italiano (n. 1562)
- 22 dicembre - Songtham, sovrano siamese (n. 1590)
- 23 dicembre - Girolamo Giacobbi, compositore italiano (n. 1567)

### Senza giorno specificato
- Gregor Aichinger, organista e compositore tedesco (n. 1564)
- Andreas Albrecht, matematico tedesco (n. 1586)
- Antimo II di Costantinopoli, arcivescovo ortodosso greco
- Tommaso Blandino, architetto e gesuita italiano (n. 1585)
- Johannes Bosschaert, pittore olandese (n. 1606)
- Michael Cavendish, compositore inglese
- Federigo Della Valle, drammaturgo italiano
- Pierre Dugua de Mons, esploratore francese (n. 1558)
- Simon Frisius, incisore olandese (n. 1570)
- Gerolamo Gambarato, pittore italiano
- Baccio Gorini, pittore italiano (n. 1573)
- Hirano Nagayasu, militare giapponese (n. 1559)
- Irenarco di Solovki, monaco cristiano russo
- Giambattista Liviera, letterato, tragediografo e poeta italiano (n. 1565)
- Giovanni Maria Moricino, medico e scrittore italiano (n. 1558)
- Jan Harmensz von Müller, disegnatore e incisore olandese (n. 1571)
- Johann Daniel Mylius, teologo, medico e alchimista tedesco (n. 1583)
- Peter Philips, compositore e organista inglese
- John Preston, teologo e predicatore inglese (n. 1587)
- Matteo Pérez, pittore e incisore italiano
- Juan Ribalta, pittore spagnolo (n. 1597)
- François Savary de Brèves, ambasciatore e orientalista francese (n. 1560)
- Leonardo Torriani, ingegnere, architetto e storico italiano (n. 1559)
- Pieter de Witte, pittore fiammingo

## Calendario
| Calendario 1628 | Calendario 1628 | Calendario 1628 | Calendario 1628 | Calendario 1628 | Calendario 1628 | Calendario 1628 | Calendario 1628 | Calendario 1628 | Calendario 1628 | Calendario 1628 | Calendario 1628 | Calendario 1628 | Calendario 1628 | Calendario 1628 | Calendario 1628 | Calendario 1628 | Calendario 1628 | Calendario 1628 | Calendario 1628 | Calendario 1628 | Calendario 1628 | Calendario 1628 | Calendario 1628 | Calendario 1628 | Calendario 1628 | Calendario 1628 | Calendario 1628 | Calendario 1628 | Calendario 1628 | Calendario 1628 | Calendario 1628 | Calendario 1628 |
| --------------- | --------------- | --------------- | --------------- | --------------- | --------------- | --------------- | --------------- | --------------- | --------------- | --------------- | --------------- | --------------- | --------------- | --------------- | --------------- | --------------- | --------------- | --------------- | --------------- | --------------- | --------------- | --------------- | --------------- | --------------- | --------------- | --------------- | --------------- | --------------- | --------------- | --------------- | --------------- | --------------- |
|                 | 1               | 2               | 3               | 4               | 5               | 6               | 7               | 8               | 9               | 10              | 11              | 12              | 13              | 14              | 15              | 16              | 17              | 18              | 19              | 20              | 21              | 22              | 23              | 24              | 25              | 26              | 27              | 28              | 29              | 30              | 31              |                 |
| Gennaio         | Sa              | Do              | Lu              | Ma              | Me              | Gi              | Ve              | Sa              | Do              | Lu              | Ma              | Me              | Gi              | Ve              | Sa              | Do              | Lu              | Ma              | Me              | Gi              | Ve              | Sa              | Do              | Lu              | Ma              | Me              | Gi              | Ve              | Sa              | Do              | Lu              |                 |
| Febbraio        | Ma              | Me              | Gi              | Ve              | Sa              | Do              | Lu              | Ma              | Me              | Gi              | Ve              | Sa              | Do              | Lu              | Ma              | Me              | Gi              | Ve              | Sa              | Do              | Lu              | Ma              | Me              | Gi              | Ve              | Sa              | Do              | Lu              | Ma              |                 |                 |                 |
| Marzo           | Me              | Gi              | Ve              | Sa              | Do              | Lu              | Ma              | Me              | Gi              | Ve              | Sa              | Do              | Lu              | Ma              | Me              | Gi              | Ve              | Sa              | Do              | Lu              | Ma              | Me              | Gi              | Ve              | Sa              | Do              | Lu              | Ma              | Me              | Gi              | Ve              |                 |
| Aprile          | Sa              | Do              | Lu              | Ma              | Me              | Gi              | Ve              | Sa              | Do              | Lu              | Ma              | Me              | Gi              | Ve              | Sa              | Do              | Lu              | Ma              | Me              | Gi              | Ve              | Sa              | Do              | Lu              | Ma              | Me              | Gi              | Ve              | Sa              | Do              |                 |                 |
| Maggio          | Lu              | Ma              | Me              | Gi              | Ve              | Sa              | Do              | Lu              | Ma              | Me              | Gi              | Ve              | Sa              | Do              | Lu              | Ma              | Me              | Gi              | Ve              | Sa              | Do              | Lu              | Ma              | Me              | Gi              | Ve              | Sa              | Do              | Lu              | Ma              | Me              |                 |
| Giugno          | Gi              | Ve              | Sa              | Do              | Lu              | Ma              | Me              | Gi              | Ve              | Sa              | Do              | Lu              | Ma              | Me              | Gi              | Ve              | Sa              | Do              | Lu              | Ma              | Me              | Gi              | Ve              | Sa              | Do              | Lu              | Ma              | Me              | Gi              | Ve              |                 |                 |
| Luglio          | Sa              | Do              | Lu              | Ma              | Me              | Gi              | Ve              | Sa              | Do              | Lu              | Ma              | Me              | Gi              | Ve              | Sa              | Do              | Lu              | Ma              | Me              | Gi              | Ve              | Sa              | Do              | Lu              | Ma              | Me              | Gi              | Ve              | Sa              | Do              | Lu              |                 |
| Agosto          | Ma              | Me              | Gi              | Ve              | Sa              | Do              | Lu              | Ma              | Me              | Gi              | Ve              | Sa              | Do              | Lu              | Ma              | Me              | Gi              | Ve              | Sa              | Do              | Lu              | Ma              | Me              | Gi              | Ve              | Sa              | Do              | Lu              | Ma              | Me              | Gi              |                 |
| Settembre       | Ve              | Sa              | Do              | Lu              | Ma              | Me              | Gi              | Ve              | Sa              | Do              | Lu              | Ma              | Me              | Gi              | Ve              | Sa              | Do              | Lu              | Ma              | Me              | Gi              | Ve              | Sa              | Do              | Lu              | Ma              | Me              | Gi              | Ve              | Sa              |                 |                 |
| Ottobre         | Do              | Lu              | Ma              | Me              | Gi              | Ve              | Sa              | Do              | Lu              | Ma              | Me              | Gi              | Ve              | Sa              | Do              | Lu              | Ma              | Me              | Gi              | Ve              | Sa              | Do              | Lu              | Ma              | Me              | Gi              | Ve              | Sa              | Do              | Lu              | Ma              |                 |
| Novembre        | Me              | Gi              | Ve              | Sa              | Do              | Lu              | Ma              | Me              | Gi              | Ve              | Sa              | Do              | Lu              | Ma              | Me              | Gi              | Ve              | Sa              | Do              | Lu              | Ma              | Me              | Gi              | Ve              | Sa              | Do              | Lu              | Ma              | Me              | Gi              |                 |                 |
| Dicembre        | Ve              | Sa              | Do              | Lu              | Ma              | Me              | Gi              | Ve              | Sa              | Do              | Lu              | Ma              | Me              | Gi              | Ve              | Sa              | Do              | Lu              | Ma              | Me              | Gi              | Ve              | Sa              | Do              | Lu              | Ma              | Me              | Gi              | Ve              | Sa              | Do              |                 |